# Czak Czak

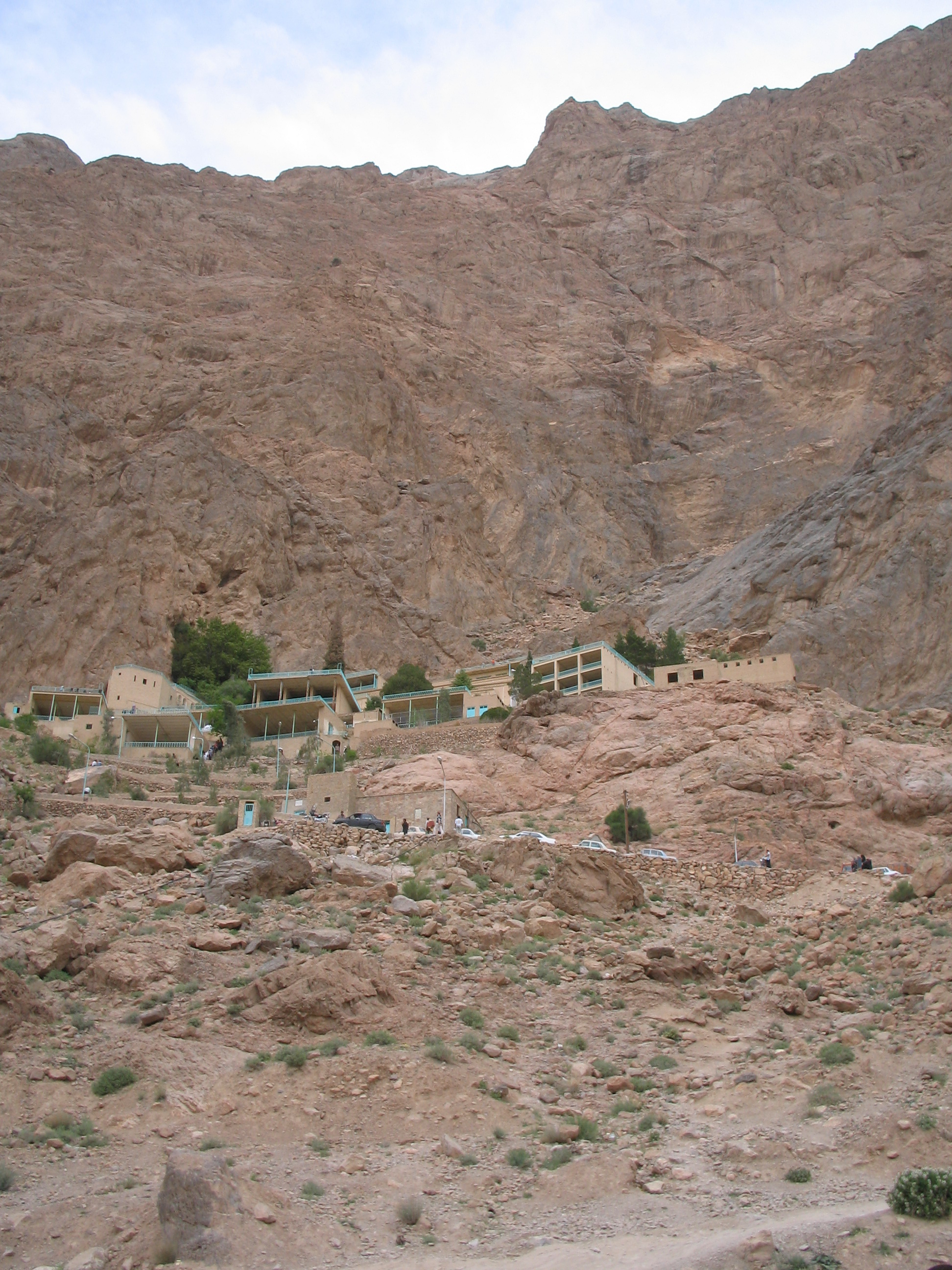
Czak Czak

Czak Czak (per. چک‌چک /čak-čak/, pol. kap, kap) – święta jaskinia w pobliżu miasta Ardakan w prowincji Jazd w centralnym Iranie.
Znajduje się nad skalną ścianą, z której rozciąga się widok na bezludny pustynny krajobraz. Czak Czak jest sanktuarium wyznawców zoroastryzmu. Wewnątrz płonie stale podtrzymywany święty ogień. Czak Czak jest celem pielgrzymek dla wyznawców zoroastryzmu z całego świata, ale szczególnie z Iranu, Indii i USA. Każdego roku w dniach 14-18 czerwca przybywają do Czak Czaku tysiące ludzi. Pielgrzymi robią tam postój, odpoczywając i modląc się.